# Korthuvad flygpungekorre
Korthuvad flygpungekorre (Petaurus breviceps) är en liten flygpungekorre som på engelska kallas för Sugar glider för att den gillar sötsaker. Den kan glidflyga upp till 45-100 meter.

## Utseende
De blir upp till 40 cm långa och väger drygt ett hekto (ibland upp till 170g). Kroppslängden (huvud och bål) är 15 till 21cm och svanslängden är 16,5 till 21cm. Ovansidan är täckt av ljusgrå päls och på undersidan förekommer ännu ljusare grå päls. Kännetecknande är en svart strimma från nosen över huvudet och ryggen till bakdelen. I ansiktet finns ytterligare en svart strimma per sida. Pälsen är mjuk och svansen är yvig, ibland med en vit spets. Arten kan glidflyga med hjälp av flygmembranen som sträcker sig från handleden till fotleden. Med hjälp av händerna samt av fötterna som har en motsättlig stortå kan flygpungekorren hålla sig fast på grenar. Arten putsar pälsen med den förenade andra och tredje tån av bakfoten.

## Utbredning
Korthuvad flygpungekorre lever naturligt i östra och norra Australien, Nya Guinea och i Bismarckarkipelagen. Den har senare blivit introducerad till Tasmanien i Australien.

### Underarter

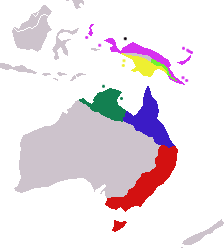
Korthuvade flygpungekorrens naturliga utbredning.
P. b. ariel - mörkgrönt, P. b. biacensis - svart, P. b. breviceps - rött, P. b. flavidus - gult, P. b. longicaudatus - blått, P. b. papuanus - magenta, P. b. tafa - ljusgrönt

Taxonomin för korthuvad flygpungekorre är omstridd. Enligt Catalogue of Life delas den upp i fyra underarter:
- P. b. ariel (Gould, 1842)
- P. b. breviceps (Waterhouse, 1838)
- P. b. longicaudatus (Longman, 1924)
- P. b. papuanus (Thomas, 1888)

Enligt The Paleobiology Database ingår dessutom följande tre som underarter:
- P. b. biacensis (Ulmer, 1940)
- P. b. flavidus (Tate och Archbold, 1935)
- P. b. tafa (Tate och Archbold, 1935)

## Ekologi
Flera nära besläktade individer bildar en liten flock som försvarar ett revir. Flockens alfahanne markerar andra gruppmedlemmar samt nästet med körtelvätska från körteln som ligger på bröstet.

### Föda
Födan består av kåda och sav (främst från eukalyptus), nektar och ett stort urval insekter. Dieten varierar med årstiden, på sommaren och våren är det mest insekter medan det på vintern är mer kåda och sav. Den har observerats kunna ta insekter under glidflygning.

### Dvala
Under vintern, torka eller regniga nätter kan korthuvad flygpungekorre gå in i ett dvalliknande tillstånd (torpor). Det kan vara 2 till 23 timmar (i snitt 13) och kroppstemperaturen kan sjunka till 10,4°C.
Under andra tider är arten nattaktiv. Den vilar på dagen i trädens håligheter som fodras med blad.

### Fortplantning
Honan föder oftast två ungar per kull. De lever efter födelsen två månader i moderns pung (marsupium). Sedan stannar de en tid till i boet.